# Alexander Anatoljewitsch Schirwindt

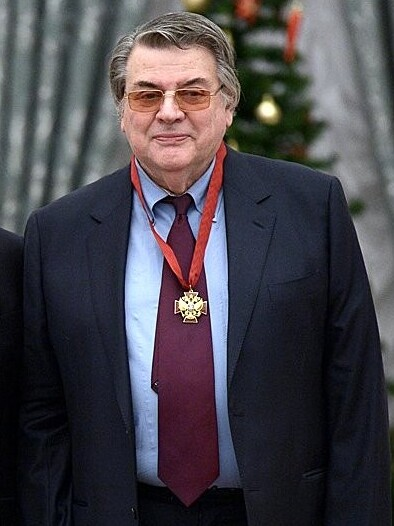
Alexander Schirwindt (2014)

Alexander Anatoljewitsch Schirwindt (russisch Александр Анатольевич Ширвиндт; * 19. Juli 1934 in Moskau; † 15. März 2024 ebenda) war ein sowjetischer bzw. russischer Schauspieler, Regisseur und Synchronsprecher.

## Leben
Als Sohn einer Schauspielerin erlebte Schirwindt alle damaligen Theaterstars als Gäste seiner Familie. Mit 18 Jahren trat er in die Schtschukin-Theaterhochschule ein, die er 1956 „mit Auszeichnung“ verließ. Sein erstes Engagement fand er beim Moskauer Komsomol-Theater. Dort verkörperte er über 30 Rollen. Mit Kommilitonen hatte er als Student ein Kabarett gegründet, das später als die „Kapustniki“ (Kohlraupen) legendäre Erfolge hatte. Im Haus der Schauspieler veralberten sie mit Szenen und Sketchen den Alltag in der Sowjetunion. Sie spielten täglich zweimal vor stets ausverkauftem Haus. Mit jedem neuen Programm traten sie auch in Leningrad auf, wo sich ihr Erfolg wiederholte. Seit 1970 am Satiretheater in Moskau, wurde er im Dezember 2000 dessen künstlerischer Leiter. Zum 60-jährigen Bestehen des Theaters besorgte er die Revue „Schweige, Kummer, schweige“, die an alle Höhen und Tiefen dieser Bühne erinnerte. Die seit 1956 mit ihm gedrehten Filme sind neuerdings in DVD-Versionen erhältlich. Zu den Darstellern, mit denen Schirwindt als Regisseur zusammenarbeitete, gehörten Tatjana Peltzer und Andrei Mironow.
Seit den 1960er Jahren war Schirwindt auch als Synchronsprecher tätig. Neben zahlreichen Animationsfilmen beteiligte er sich auch an der russischsprachigen Version von Alice im Wunderland. Außerdem schrieb er vier verfilmte Drehbücher, darunter zwei für die Fernsehreihe Фитиль (Fitil, 1971/83).
Er gehörte mehreren Organisationen an, darunter dem Verband der Theaterschaffenden (seit 1961), dem Verband der Filmschaffenden (seit 1978) und dem Moskauer Englischen Klub.
Die Namensgleichheit seines Familiennamens mit dem ostpreußischen Schirwindt bescherte ihm viel Ärger – bis er den Nachweis erbrachte, dass 1944 ein Vetter „Schirwindt befreit“ hatte und ein Buch über den Ort und die Beziehung zu seiner Familie veröffentlichte, das in der russischen Öffentlichkeit und in den Medien große Beachtung fand. Er wollte „die verschwundene Stadt“ wieder aufbauen.
Schirwindt war seit 1957 mit der Architektin Natalja Nikolajewna Beloussowa (* 1935), der Nichte von Boris Pawlowitsch Beloussow, verheiratet. Ihr gemeinsamer Sohn Michail (* 1958) ist Fernsehproduzent.

## Filmografie (Auswahl)

### Darsteller
- 1959: Ataman Kodr
- 1975: Ironie des Schicksals (Ironija sudby ili S ljogkim parom!)
- 1976: Zwölf Stühle (12 stuljew)
- 1983: Bahnhof für zwei (Woksal dlja dwoich)
- 1985: Winterabend in Gagra (Simni wetscher w Gagrach)
- 1987: Vergessene Melodie für Flöte (Sabytaja melodija dlja fleity)
- 2007: Ironie des Schicksals. Die Fortsetzung (Ironija sudby. Prodolschenije)

### Regisseur
- 1974: Маленькие комедии большого дома (Malenkije komedii bolschogo doma) (Bühnenaufzeichnung)
- 1978: Чао! (Tschao!) (Bühnenaufzeichnung)

## Ehrungen
- Verdienter Künstler der RSFSR (16. Oktober 1974)
- Medaille „Veteran der Arbeit“
- Volkskünstler der RSFSR (1. Juni 1989)
- Orden der Völkerfreundschaft (1994)
- Professur der Schtschukin-Theaterhochschule (1995)
- Verdienstorden für das Vaterland
  - IV. Klasse (2004)
  - II. Klasse (2009)
  - III. Klasse (2014)
  - I. Klasse (2019)
- Tschechow-Medaille
- Der am 6. Januar 1983 von Ljudmyla Karatschkina entdeckte Asteroid (6767) Shirvindt wurde nach ihm benannt.[4]